# Jwaya
Jwaya, en arabe جويا, ou Jouaiya, est une ville du district de Tyr au Liban. Elle est située à 95 kilomètres de Beyrouth, à 54 km du chef-lieu de Sidon et à 16 km de la ville de Tyr à l'est. Elle est à une altitude de 300 m au-dessus du nibeau de la mer, et possède une superficie de 32 000 dunums de terre arable avec des cultures comprenant des céréales, des légumes, des olives, des figues, des agrumes et des fruits.

## Emplacement
La municipalité de Jwaya est située dans le Kaza de Tyr (Ṣūr), l'un des kazas (districts) de la Mohafazah (gouvernorat) du Sud-Liban. La Mohafazah du Sud-Liban est l'un des huit mohafazats du Liban. Elle est située à 97 kilomètres de Beyrouth la capitale du Liban. Son altitude est de 300 mètres au-dessus du niveau de la mer. La superficie de Jwaya s'étend sur 978 hectares.

## Histoire
Il est attesté en 1596 comme village sous le nom de Juba, dans la nahiya (sous-district) ottomane de Tibnin sous le liwa' (district) de Safad, et compte alors une population de 87 ménages et 38 célibataires, tous musulmans. Les villageois payent un impôt fixe de 25 % sur les produits agricoles, tels que le blé, l'orge, les arbres fruitiers, les chèvres et les ruches, en plus des revenus occasionnels, représentant un total de 11 859 akçe,.
Plusieurs linteaux intéressants y sont retrouvés. En 1881, Claude Reignier Conder et lord Kitchener, dans le Survey of Western Palestine (SWP) du Palestine Exploration Fund, le décrivent ainsi : « Un grand village, construit en pierre et avec de bons matériaux, abritant environ 1 000 Metawileh (chiites). Ils tissent et teignent des tissus et ont un petit marché. Il est situé sur une colline et est entouré d'oliviers, de figuiers et de terres arables. L'approvisionnement en eau provient de deux sources et de nombreuses citernes ».
À la mi-août 1986, trois soldats français, membres de la Force intérimaire des Nations unies au Liban (FINUL), y sont tués par une bombe télécommandée pendant qu'ils font leur jogging à Jwaya. Cet attentat fait suite au meurtre de deux responsables de Régiments de la résistance libanaise (Amal) à un poste de contrôle français. À l'époque, 605 soldats français et 786 membres du personnel logistique servent au sein de la FINUL.
Après l'opération Justice rendue en juillet 1993, plusieurs unités dees Forces armées libanaises sont déployées plus près de la frontière libanaise avec Israël. Une petite base est établie à Jwaya, c'est le point le plus au sud de leur déploiement.

## Établissements d'enseignement
| Établissements d'enseignement                        | Jwaya (2005-2006) | Liban (2005-2006) |
| ---------------------------------------------------- | ----------------- | ----------------- |
| Nombre d'écoles                                      | 6                 | 2 788             |
| École publique                                       | 4                 | 1 763             |
| École privée                                         | 2                 | 1 025             |
| Nombre d'élèves scolarisés dans les écoles publiques | 1 160             | 439 905           |
| Nombre d'élèves scolarisés dans les écoles privées   | 530               | 471 409           |

## Médias
- Groupe Ahl Jwaya : www.ahljwaya.com
- Jwaya First : www.jwayafirst.com